# Haliastur sphenurus
Haliastur sphenurus е вид птица от семейство Ястребови (Accipitridae).

## Разпространение
Видът е разпространен в Австралия, Индонезия, Нова Каледония и Папуа Нова Гвинея.